# Japonsko morje
Japonsko morje je robno morje, ki se razprostira med Japonskim otočjem, otokom Sahalin, korejskim polotokom in Rusijo. Japonsko otočje ga loči od Tihega oceana. Meji na Japonsko, Severno Korejo, Južno Korejo in Rusijo. Zaradi zaprtosti skoraj nima plime. V morju ni večjih otokov, zalivov ali rtov, nima niti večjih rek, ki bi prispevale sladko vodo. Je zelo visoko produktivno morje, saj ima visoko koncentracijo raztopljenega kisika, kar omogoča ribarjenje. Trgovsko ni zelo pomembno, predvsem zaradi političnih trenj v regiji. Na najglobljem delu je globoko 3.742 m, povprečna globina pa znaša 1.350 m. Njegova površina je približno 1.000.000 km². Slanost morja niha med 12 promili in 34 promili, s čimer je tudi manj slano od oceana.
V Evropi, Rusiji, na Kitajskem in Japonskem se imenuje Japonsko morje (日本海), v Severni Koreji Vzhodno korejsko morje (조선동해 Chosŏn Tonghae), v Južni Koreji pa Vzhodno morje (동해 Donghae).

## Zgodovina
Morje je stoletja varovalo Japonsko pred invazijami, predvsem pred Mongoli. Evropejci so prispeli šele v 18. stoletju. Rusija je izvedla ekspedicijo na Sahalin in Japonsko otočje med leti 1733-1743, kasneje pa so sledile še francoska, dve britanski, dve ruski in ameriška ekspedicija, ki so raziskale okolico, narisale zemljevide, preučevale podnebje, morje, biologijo, ipd. Japonska je z raziskovanjem začela šele leta 1915.
Med leti 1848 in 1892 so v morju delovale ameriške in francoske kitolovke. Največje število ladij je bilo okoli 150 takoj na začetku, kasneje pa manj. Lovili so predvsem severnopacifiškega kita in kita grbavca.

## Geografija in geologija
Japonsko morje občasno ni bilo povezano s Tihim oceanom. Pojavilo se je v zgodnjem miocenu in se počasi odpiralo tako, da je bila Japonska razdeljena na sever in jug, preko kopenskih mostov pa povezana s celino (glej galerijo spodaj). Šele v poznem miocenu je orogeneza oblikovala severovzhod otočja. Danes ga omejuje korejski polotok, Kjušu, Honšu, Hokaido, Sahalin in celinska Rusija. Z drugimi morji je povezano preko korejske ožine, ožine Kanmon med Kjušujem in Honšujem, ožine Cugaru med Honšujem in Hokaidom, ožine La Pérouse med Hokaidom in Sahalinom ter Tatarskega preliva med Sahalinom in celino. Pomembna zaliva ob njegovi celinski obali sta zlasti Vzhodnokorejski zaliv in Zaliv Petra Velikega pri Vladivostoku.
Površina morja je okoli 978.000 kvadratnih kilometrov, povprečna globina 1.752 metrov, največja globina pa 3.742 metrov. Dolžina obale je 7.600 km, največ z Rusijo. Razdeljeno je na bazen Jamato na jugovzhodu, japonski bazen (oceanski izvor, najgloblji na severu in bazen Cušima na jugozahodu. Oceanska polica na vzhodu je široka, ob korejski obali pa samo 30 kilometrov.
Japonsko obalo sestavljajo grebeni celinskega izvora, sestavljeni iz granita, bazalta, riolita in andezita. Dno morja je neenakomerno, prekrito z vulkansko kamnino, medtem ko je drugje oceanskega izvora.

### Podnebje
Za podnebje je značilna topla voda in monsunski vetrovi, ki v kombinaciji pomenita veliko izhlapevanja, predvsem med oktobrom in marcem, ko prinaša suh in hladen zrak, ki povzroča obilne padavine na zahodu Japonske, valove do 10 metrov (erozija zahodne obale). Najnižje povprečne temperature so v januarju -20 °C na severu in 5 °C na jugu. Severna četrtina morja je 4-5 mesecev zamrznjena. Poleti se vetrovi poležejo, proti celini zapiha vlažen, topli veter. Najvišje povprečne temperature so v avgustu 15 °C na severu in 25 °C na jugu. Padavine naraščajo od 310–500 mm na severozahodu do 1.500-2.000 mm na jugovzhodu.

### Hidrologija
Tokovi krožijo v nasprotni smeri urinega kazalca. Kurošio, tok Cušima in vzhodnokorejski tok prinašajo toplo, slano vodo iz juga. Združijo se v tok Cugaru, ki zapusti morje pri ožini Cugaru. Del toplega toka hrani tok Soja, ki zapušča morje na severu v ožini La Pérouse v Ohotsko morje. Povratni tok sestavljajo tok Liman, severnokorejski tok in osrednjejaponski morski tok, ki prinašajo svežo in hladno vodo ob azijskem kontinentu na jug. Temperaturne razlike med vzhodno in zahodno obalo so največje pozimi, ko je temperatura vode ob zahodni obali 0 °C, na vzhodni pa okoli 5 °C, poleti pa so zanemarljive, okoli 18-20 °C na severu in 25-27 °C na jugu.
Zelo malo rek se izliva v morje. Med največjimi so Tumen, Rudnaja, Samarga, Partizanskaja in Tumnin, pa tudi štiri največje japonske reke Šinano, Išikari, Agano in Mogami. Izhlapevanje in pritok iz rek predstavlja samo celotne izmenjave vode, preostalo so morski tokovi.
Amplituda plime je 3 metre pri korejski ožini, pri severnokorejski obali pa upade že na 0,5 metra. Zaradi lijakaste oblike je povečana v tartarski ožini (2,5 metra).
Voda je bogata s kisikom, saj dosega nasičenje pri površju 95 %.

## Gospodarstvo
Ribolov je glavna gospodarska dejavnost v Japonskem morju. Lovijo sledi, sardine in modroplavutega tuna, v osrednjem delu lignje, na severu pa lososa. Razvita je tudi pridelava morske trave. Potrebe po morjih za ribolov so tudi vir teritorialnih vprašanj med državami. Legenda o skali Hejši je japonska ribiška legenda. Ko je nekoč sled izginil, je stara vila vrgla stekleničko čarobne vode v morje in sled se je vrnila. Steklenička se je zataknila na morskem dni in se spremenila v kamen, ki je postal upodobitev japonskega boga morja.
Vladivostok je baza ruskih kitolovcev in končna postaja transsibirske železnice, s katero se transportira blago v notranjost. Morski pesek je bogat z magnetitom, ob obalah severnega Hokaida in Sahalina pa so nahajališča zemeljskega plina in nafte. Trgovina je zaradi hladnih odnosov med državami slabo razvita, zato so največja japonska pristanišča na pacifiški obali. Največja japonska pristanišča so Nigata, Curuta in Majzuru, največja južnokorejska pa Pusan, Ulsan in Pohang, a so usmerjena v trgovino izven Japonskega morja.
- Japonsko otočje, Japonsko morje in kontinent v zgodnjem miocenu pred 23-18 Ma
- Japonsko otočje, Japonsko morje in kontinent v srednjem ter poznem pliocenu pred 3,5-2 Ma